# Mignot (motorfiets)
De Mignot was een Belgische stoom-driewieler.
Mignot, die een metaalwarenhandel zaak dreef in Brussel, bouwde deze machine in 1890 samen met ene Pesser uit Kuregem. De machine was uitgerust met een Serpollet-ketel en werd gestookt met cokes.